# パイロットマウンド郡区 (アイオワ州ブーン郡)
パイロットマウンド郡区(‐ぐんく)はアメリカ合衆国アイオワ州のブーン郡にある17郡区の一つである。人口はアメリカ国勢調査 (2000年)で400人だった。

## 歴史

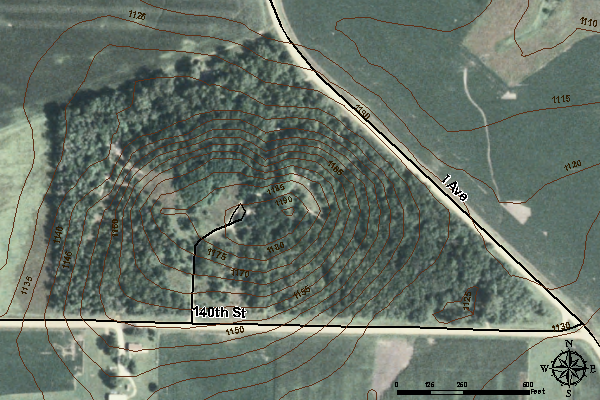
「マウンド」(円丘) の空撮と標高図の合成画像（2009年）

郡区としてのパイロットマウンド市は1858年に成立する。市内の中心部に目立つ円丘があり、それが「パイロットマウンド 」(目印になる丘) という市の名称の由来とされる。円丘周辺を包む森は現在、国有林 (en) である。

## 地理
面積58.3平方キロメートル (22.52平方マイル) にはパイロットマウンド市 (en) を含む。アメリカ地質調査所によると、この郡区には霊園が4ヵ所ある (ベセル・オーエン、ランヤン、シュリクト、シェイファー・ギア)。